# Bumpe
Bumpe, selten auch Bompeh, ist ein Ort im Distrikt Bo in der Southern Province im westafrikanischen Sierra Leone. Die Einwohnerzahl (Stand 1985) beträgt etwa 7600.
Der Name ist auf den dort fließenden gleichnamigen Fluss zurückzuführen. 1880 wurde das Gebiet vom britischen Gouverneur für Sierra Leone, Samuel Rowe, besucht.